# Orazio Cambiaso

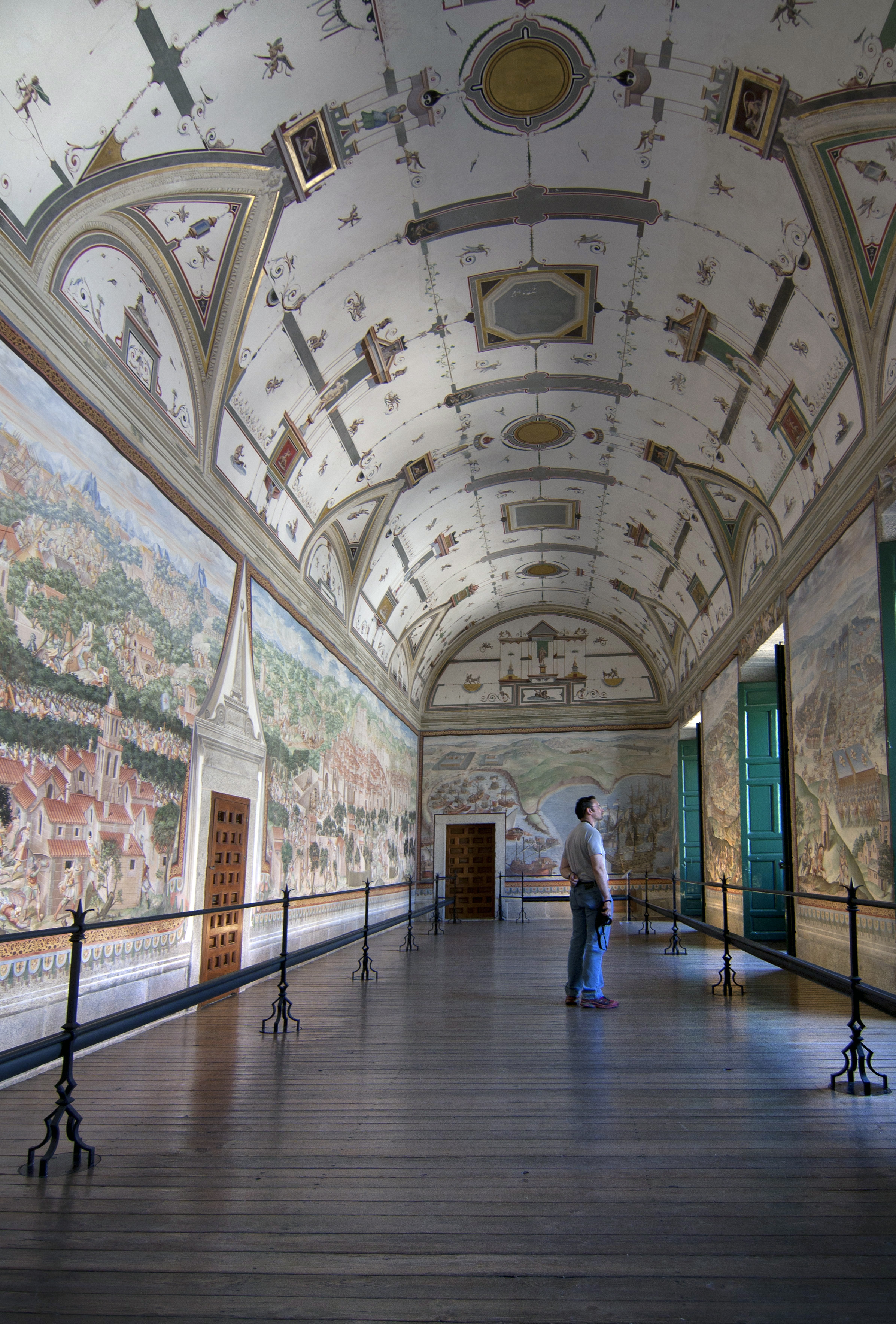
Sala delle battaglie del Monastero dell'Escorial. Affresco realizzato tra il 1585 e il 1591 da un gruppo di pittori guidato da Niccolò Granello.

Orazio Cambiaso (Genova, XVI secolo – dopo il 1589) è stato un pittore italiano attivo in Spagna dal 1583 al 1589, dove realizzò, con suo padre Luca Cambiaso, ed altri due artisti, una serie di affreschi presso il Monastero dell'Escorial.

## Biografia
Di Orazio Cambiaso si conoscono soltanto alcune notizie relative alla sua opera presso il Monastero dell'Escorial, dove giunse nel 1583. Nel dicembre del 1584 ricevette l'incarico da re Filippo II di realizzare un grande affresco sulla volta della Sala delle Battaglie, assieme a Niccolò Granello, Fabrizio Castello e Lazzaro Tavarone. Nel luglio del 1585 i quattro pittori avevano concluso il lavoro con un perertorio di pittura grottesca ispirata al repertorio di Perino del Vaga, per il quale ricevettero la notevole cifra di 250 ducai ciascuno.
Due mesi più tardi ricevette 30 ducati per «un disegno dell'affresco rievocativo della vattaglia della Higueruela per la Galleria di Sua Maestà». La pittura citata era una grande tela che si trovava in una vecchia cassapanca in una torre dell'Alcázar di Segovia, dove in grisaglia era rappresentata la Battaglia della Higueruela, combattuta nel 1431 tra le truppe castigliane e i nasridi. La stessa squadra ottenne, nel settembre 1585, la commessa di dipingere le volte delle stanze del capitolo e nel gennaio 1587 una grande pittura su tela della Battaglia di La Higueruela trasferita in un affresco e colorata in una delle pareti della Sala delle Battaglie, compito nel quale lavorarono fino al settembre 1589. Probabilmente tornò immediatamente in Italia, poiché il contratto per la prosecuzione dei lavori decorativi con nuove scene di battaglie, firmato nel febbraio 1590, è firmato da Granello, Castello e Tavarone senza Cambiaso, che non è più menzionato nella documentazione escurialense.
A Genova ebbe come discepolo Giovanni Andrea Ansaldo.